# American Line
L’American Line est une compagnie maritime américaine fondée en 1872. À partir de 1884, face à la baisse du trafic maritime, elle forme avec la Red Star Line l'International Navigation Company. En 1893, l'American Line s'empare de deux des fleurons de l'Inman Line, le City of New York et le City of Paris.
En 1902, la compagnie est intégrée à l'International Mercantile Marine Co. mais continue à porter son nom. Lorsque le trust disparaît, les navires de l'American Line sont transférés au sein des United States Lines.